# Gustaf Hiort af Ornäs
Arndt Gustaf Hiort af Ornäs, född den 5 juli 1901 i Östersund, död den 30 januari 1988 i Oscars församling i Stockholm, var en svensk skådespelare och sångare.
Hiort af Ornäs filmdebuterade 1930 i Ragnar Rings kortfilm Lyckobreven och medverkade i 60 TV- och filmproduktioner.

## Filmografi
- 1930 – Lyckobreven
- 1931 – Röda dagen
- 1932 – Studenter i Paris
- 1938 – Med folket för fosterlandet
- 1939 – Efterlyst
- 1939 – Gubben kommer
- 1939 – Vi två
- 1940 – Beredskapspojkar
- 1940 – Stål
- 1940 – Åh, en så'n advokat
- 1941 – Landstormens lilla argbigga
- 1942 – En sjöman i frack
- 1944 – Excellensen
- 1944 – Klockan på Rönneberga
- 1945 – Jagad
- 1945 – Rattens musketörer
- 1946 – 100 dragspel och en flicka
- 1946 – Möte i natten
- 1947 – Kronblom
- 1947 – Skepp till Indialand
- 1948 – Flottans kavaljerer
- 1948 – Känn dej som hemma
- 1948 – Lilla Märta kommer tillbaka
- 1949 – Lång-Lasse i Delsbo
- 1949 – Kronblom kommer till stan
- 1949 – Hin och smålänningen
- 1949 – Kärleken segrar
- 1949 – Gatan
- 1950 – Flicka och hyacinter
- 1950 – Rågens rike
- 1950 – Sånt händer inte här
- 1951 – Foreign Intrigue (TV-serie)
- 1951 – Tull-Bom
- 1951 – Dårskapens hus
- 1951 – Skeppare i blåsväder
- 1951 – Det var en gång en sjöman
- 1952 – När syrenerna blomma
- 1952 – Janne Vängman i farten
- 1952 – Ubåt 39
- 1953 – Mästerdetektiven och Rasmus
- 1953 – Barabbas
- 1953 – Dansa min docka
- 1953 – Dumbom
- 1953 – Kungen av Dalarna
- 1953 – Folket i fält
- 1954 – I rök och dans
- 1954 – Seger i mörker
- 1954 – Vår hälsa
- 1955 – Enhörningen
- 1955 – Älskling på vågen
- 1955 – Den glade skomakaren
- 1956 – Sången om den eldröda blomman
- 1956 – Johan på Snippen
- 1958 – Du är mitt äventyr
- 1958 – Mannekäng i rött
- 1963 – En söndag i september
- 1963 – Gertrud
- 1965 – En historia till fredag (TV-serie)
- 1970 – Röda rummet (TV-serie)
- 1974 – Erik XIV (TV)

## Teater

### Roller
| År   | Roll                   | Produktion                                  | Regi           | Teater              |
| ---- | ---------------------- | ------------------------------------------- | -------------- | ------------------- |
| 1943 | Styrmannen             | U39 Rudolf Värnlund                         | Ingmar Bergman | Dramatikerstudion   |
| 1956 | Doktor Rank            | Ett dockhem Henrik Ibsen                    | Helge Hagerman | Riksteatern         |
| 1957 | Simon Fourniez, köpman | Gringoire Théodore de Banville              | Gösta Terserus | Parkteatern         |
| 1959 | Oldfux                 | Den jäktade Ludvig Holberg                  | Tore Karte     | Fredriksdalsteatern |
| 1960 | Doktorn                | Miraklet William Gibson                     | Per Gerhard    | Vasateatern         |
| 1961 | Vincentio              | Så tuktas en argbigga William Shakespeare   | Per Gerhard    | Vasateatern         |
| 1970 |                        | Arsenik och gamla spetsar Joseph Kesselring | Hasse Ekman    | Scalateatern        |
| 1977 | Aleksej Jegorovitj     | Onda andar Fjodor Dostojevskij              | Ernst Günther  | Dramaten            |